# Katarina Sienska
Sveta Katarina Sienska, cerkvena učiteljica, T.O.S.D. * 25. marec 1347 Siena  + 29. april 1380 Rim, je bila dominikanska tretjerednica ter sholastična filozofinja in teologinja.
Zelo se je zavzemala pri papežu Gregorju XI., da bi se papeški sedež vrnil iz Avignona v Rim ter da bi se vzpostavil mir med italijanskimi mestnimi državicami. Od 18. junija 1866 je skupaj s svetim Frančiškom Asiškim ena od dveh zavetnikov Italije. 3. oktobra 1970 jo je papež Pavel VI. imenoval za cerkveno učiteljico. 
1. oktobra 1999 jo je papež Janez Pavel II. imenoval za eno od šestih so-zavetnikov Evrope (skupaj s  Benediktom iz Nursije, svetim Cirilom in Metodom, sveta Brigito Švedsko in sveta Edith Stein.

## Življenje
Katarina se je kot Caterina di Giacomo di Benincasa rodila 25. marca 1347 v času črne smrti, ki je pustošila po Sieni, staršema Giacomu di Benincasa, krojaču, ki je osnoval svoje podjetje s pomočjo sinov, in Lapi Piagenti, najbrž hčerki nekega krajevnega pesnika. 
Hiša, v kateri je Katarina odraščala, še vedno obstaja. Mati Lapa je bila stara približno štirideset let, ko sta se ji prezgodaj rodili hčerki dvojčici, Katarina in Ivana. Pred njima je že imela 22 otrok, vendar jih je polovica od njih v zgodnjem otroštvu umrlo. Ivana je bila takoj ob rojstvu izročena v oskrbo neki medicinski sestri, ki je takoj umrla, medtem ko je za Katarino skrbela Lapa in se je razvila v zdravega otroka. Bila je stara dve leti, ko je mati Lapa rodila 25. otroka, drugo hčerko Ivano.  Kot otrok je bila Katarina zelo vesela in ljubka, tako da ji je družina dala ljubkovalno ime "Euphrosyne", ki je bila neka aleksandrijska svetnica iz 5. stoletja, spominja pa tudi na grški izraz za veselje.
Blaženi Rajmund iz Capue, dominikanec, ki je bil njen osebni spovednik, je v svetničini biografiji Življenje zapisal, da je imela Katarina svojo prvo vizijo Jezusa, ko je bila stara pet ali šest let. Z bratom je bila na poti domov z obiska pri pravkar poročeni starejši sestri, je dejala, in je imela videnje Kristusa sedečega v slavi z apostolom Petrom, Pavlom in Janezom. Rajmund še zapiše, da je imela pri sedmih letih starosti ponovno videnje in takrat se je zaobljubila samo Jezusu in da samo njemu podarja vse svoje življenje.
Njena starejša sestra Bonaventura je med porodom umrla. Medtem ko se je 16-letna Katarina mučila z žalostjo ob tej smrti, se je nenadoma soočila z željo svojih staršev, da se poroči s sestrinim vdovcem. Popolnoma v nasprotju s to željo, je začela zavračati snubca. To je Katarino še bolj spodbudilo h krepostni moči posta in molitve. Tako snubca kot svoje starše je še dodatno razočarala, ko si je v znamenje protesta ostrigla dolge lase.
Rajmund je pozneje Katarini svetoval, kaj naj naredi v takih primerih. Kot že v otroških letih, naj tudi sedaj "[…] zgradi celico znotraj svojega uma, iz katere njene misli nikoli ne morejo pobegniti". V to notranjo celico je postavila svojega očeta Jakoba v podobi Kristusa, mater Lapo v podobi Marije, ter svoje brate v podobi apostolov. Njeno služenje svojim sorodnikom v taki mistični podobi, ji je ponujalo priložnost za duhovno rast. Katarina se je ves čas bojevala med dvema svetovoma: ali sprejeti in izpolniti željo svojih staršev, da se poroči in postane mati, na eni strani, ali naj postane redovnica, na drugi strani. Na koncu se je sama odločila, da bo živela aktivno in kontemplativno (molitveno) življenje zunaj samostanskega obzidja - po vzoru dominikancev. Sčasoma je njen oče privolil v hčerkino odločitev in ji zaželel, da bi bila srečna v življenju.
Precej slabotni ji je dalo novo videnje sv. Dominika dodatno moč, vendar ta njena želja, da se pridruži tretjemu redu sv. Dominka, ni bila všeč njeni mami. Zato je svojo hčerko na silo odpeljala v kraj Bagno Vignoni, da bi se ji zdravje izboljšalo. Tam je šele resno zbolela. Na telesu so se ji pojavili hudi izpuščaji, bolečine in vročina. Na njeno prigovarjanje jo je mati le izpustila in se je lahko pridružila skupnosti "Mantellate", lokalnemu združenju Dominikanskega tretjega reda.
Lapa je sama odšla do sester tretjega reda in jih prepričala, da sprejmejo njeno hčerko. V nekaj dneh je bila Katarina popolnoma zdrava, vstala je iz postelje in si odela črno-bel habit, dokončno znamenje, da pripada redu sv. Dominika. Katarina je prejela dominikanski habit šele potem, ko so se pomirili protesti tretjerednic, da v ta red lahko vstopijo le vdove. Kot tretjerednica je živela zunaj samostana, kot prej, skupaj s svojo družino. Skupnost Mantellate je učila Katarino, kako molitveno brati in hkrati živeti v skoraj popolni tišini in samoti v družinski hiši.
Njeno obnašanje, ko je revežem podarjala oblačila in hrano, ne da bi koga od domačih kaj vprašala, je njene domače precej stalo. Vendar pa domači od nje niso ničesar zahtevali zase. Z bivanjem v njihovi sredi, je sama doživljala svojo zavrnitev še toliko močneje. Sama ni želela hrane, ki se je prinašala na mizo, želela si je le hrano, ki ji jo je Bog pripravil v nebesih s svojo pravo nebeško družino.
Ko je bila stara 21 let (1368), je Katarina doživela to, kar opisuje v svojih pismih kot mistična poroka z Jezusom. Kasneje to postane priljubljena tema v slikarski umetnosti, kot npr. Matrimonio mistico di santa Caterina d'Alessandria e santa Caterina da Siena avtorja Ambrogia Bergognoneja. Ob spraševanju, v kolikšni meri je bil ta zakon izvršen v Božji telesnosti, Katarina poudarja, da ni prejela prstana iz zlata in draguljev, kot to poroča njen biograf v eni od različic, ampak obroč Svetega prepucija, kot mistično relikvijo Jezusa Kristusa.
Rajmund tudi ugotovi, da ji je Kristus naročil, naj zapusti svojo misel na življenje v samostanu in naj raje vstopi v javno življenje tega sveta. Katarina se je torej odpovedala želji ustvariti si svojo družino in je začela pomagati bolnim in revnim ter skrbeti za njih v bolnišnicah in domovih. Njena že zgodnja dela usmiljenja v Sieni so pritegnila skupino somišljenikov, tako žensk kot moških, ki so se zbrali okoli nje.
Zaradi vse večjih socialnih in političnih trenj v Sieni, se je Katarina odločila, da poseže v širšo politiko. Ko je v mesecu maju 1374 v Firencah potekal dominikanski generalni kapitelj, se je tudi ona sama odpravila na to srečanje.
Zdi se, da si je v tem času pridobila Rajmunda kot njenega spovednika in duhovnega vodjo.
Po tem obisku je s svojimi somišljeniki začela potovati po vsej severni in osrednji Italiji. Zagovarjala je reformo duhovščine in duhovnega svetovanja ljudem, da bi se z iskrenim kesanjem in prenovo popolnoma predali Božji ljubezni. V mestih Pisa in Lucca je imela leta 1375 tako velik vpliv, da je obe mesti uspela odvrniti od zveze, ki se je borila proti papežu in je imela vedno večjo moč. Prav tako je prispevala del svojega entuziazma k spodbujanju na novo križarsko vojno. Še istega leta se je tudi v Pisi zgodilo, da je Katarina prejela stigme (vidne, na njeno zahtevo, samo njej).
Osebno potovanje in obiski mest pa ni bil edini način na katerega se je Katarina zanašala in način s katerim je širila svoje prepričanje. Od leta 1375  dalje, je začela narekovati pisma raznim pisarjem. Ta pisma so bila namenjena vsem moškim in ženskam njenega kroga. Namenjena so bila širjenju občinstva, vključujoč tudi oblasti, ko je prosila za mir med mestnimi državami in voditelji po vsej Italiji. Namenjena so bila vrnitvi papeža iz avignonskega izgnanstva nazaj v Rim. Obstoji dolga korespondenca s papežem Gregorjem XI., ko ga prosi, naj reformira duhovščino in upravo Papeške države.
Proti koncu leta 1375 se je vrnila v Sieno, da bi pomagala rešiti mladega političnega zapornika, Niccolò iz Tulde. 31. marca 1376 je Gregor XI. nad Firencami razglasil vsesplošen interdikt. Takoj junija odide Katarina do papeža v Avignon kot ambasador Firenc, da bi vzpostavila mir med mestom in Papeško državo ter ukinitev interdikta. Pri tem posredovanju je bila najprej uspešna. Nato pa je papež vse dogovore z njo razveljavil. Zakaj? Kakor hitro ji je uspelo priti v Avignon in posredovati pri papežu, so zahrbtno za njo že prišli odposlanci nekaterih florentinskih veljakov, ki so poskušali izkoristiti njen uspeh ter so pri papežu želeli uveljaviti svoj interes. Katarina je takoj poslala ustrezno pismo v Firence, kjer sporoča kaj se je zgodilo. Medtem ko je bila v Avignonu, je tudi poskušala prepričati papeža, da se vrne v Rim. Gregor je dejansko vrnil papeško upravo v Rim januarja 1377, v kolikšni meri pa je to bila posledica Katarininega posredovanja, je tema mnogih sodobnih razprav.
Katarina se vrne v Sieno in prvih nekaj mesecev leta 1377 preživi v ustanavljanju ženskega samostana v stari trdnjavi Belcaro, ki ga poimenuje Santa Maria degli Angeli (Marija angelska) in kjer bi redovnice živele v dosledni strogosti in spoštovanju pravila sv. Dominika. Preostali čas tega leta je preživela na utrdbi Rocca d'Orcia, približno dvajset kilometrov od Siene, na lokalni misiji vzpostavljanja miru in oznanjevanja evangelija. V jeseni tega leta, je prejela takšne duhovne izkušnje, ki so jo pripeljale do pisanja dela Dialog, pri čemer se je naučila pisati, čeprav je iz nadaljnjih pisem še vedno videti, da se je pri pisanju še vedno posluževala pomoči drugih.
Ob koncu leta 1377 ali v začetku leta 1378 je Katarina znova odpotovala v Firence, po nalogu Gregorja XI., da poskuša vzpostaviti mir med Firencami in Rimom. 26. marca 1378 Gregor umre in 18. junija v Firencah izbruhnejo siloviti nemiri v katerih Katarina skorajda izgubi življenje. V naslednjem mesecu je med mestom in Rimom sklenjen mir in Katarina se tiho vrne v Firence.
Konec novembra 1378, z izbruhom velike shizme jo novi papež, Urban VI. pokliče v Rim. Ostane na papeškem sodišču in poskuša prepričati plemstvo in kardinale o njihovi legitimnosti, individualno se sestaja s posamezniki na sodišču, vmes pa še vedno piše pisma, da bi ohranila mir in pridobila še več somišljenikov.
Za seboj ima že veliko izkušenj v pogajanjih in nepopustljivi strogosti. Tako do drugih kot do same sebe. V svoji strogosti se je vse bolj odpovedovala hrani in živela samo še od prejemanja obhajila. Ta njena skrajnost je bila v očeh duhovnikov in njenih sosester, moteča. Zato ji je njen spovednik Rajmund zapovedal, da mora redno in pravilno uživati hrano. Vendar Katarina trdi, da tega ne zmore, kar opisuje kot bolezensko stanje (infermità). Od začetka leta 1380 Katarina ne zmore ničesar več zaužiti, niti vode ne več. 26. februarja ji odpovejo noge.
Sveta Katarina doživi 21. aprila možgansko kap in umre v Rimu 29. aprila 1380, v starosti triintridesetih let.